# Władysław Natanson
Władysław Natanson (Varsóvia, 18 de junho de 1864 — Cracóvia, 26 de fevereiro de 1937) foi um físico polonês.
Foi chefe da cadeira de física teórica da Universidade Jaguelônica, de 1899 a 1935. Publicou uma série de artigos sobre problemas de processos termodinâmicos irreversíveis, dando-lhe reputação neste campo de rápido crescimento.